# باشگاه فوتبال کامپوستلا

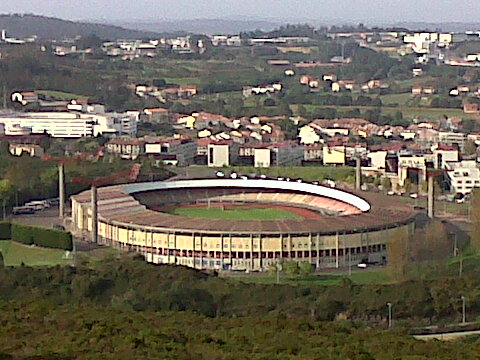
ورزشگاه خانگی باشگاه فوتبال کامپوستلا

باشگاه فوتبال کامپوستلا (به انگلیسی: SD Compostela) یک باشگاه فوتبال اسپانیایی واقع در شهر سانتیاگو د کمپوستلا می‌باشد. این باشگاه در سال ۱۹۶۲ تأسیس شده‌است.